# Savigliano
Savigliano (piemontsky Savijan) je italské město v oblasti Piemont, provincii Cuneo.
Ve městě je významná výroba železničních vozidel patřící koncernu Alstom.
Starostou města je Giulio Ambroggio.

## Osobnosti města
- Giovanni Schiaparelli (1835 – 1910), astronom, objevitel kanálů na Marsu.

## Partnerská města
- Mormanno, Itálie
- Pylos, Řecko
- Villa María, Argentina